# Léon Chiris
François Antoine Léon Chiris, né le 13 décembre 1839 à Grasse et mort le 16 janvier 1900 à Paris, est un industriel de la parfumerie et un homme politique français. Il est député et sénateur des Alpes-Maritimes sous la Troisième République.

## Famille
Léon Chiris est le fils de Léopold Chiris (1811-1862), un important industriel négociant en parfumerie de Grasse qui avait hérité d'une maison fondée par le parfumeur Antoine [de] Chiris en 1768, et de Claire Isnard (1816-1897), fille d'un banquier. Léon est aussi le petit-neveu par sa mère de Maximin Isnard, député du Var à la Convention nationale. Il fait ses études au lycée Chaptal à Paris puis en Angleterre.
Donné d'origine italienne, les sources nous montrent une famille originaire de Mons en 1674, puis installée à Grasse en 1739.

## Biographie

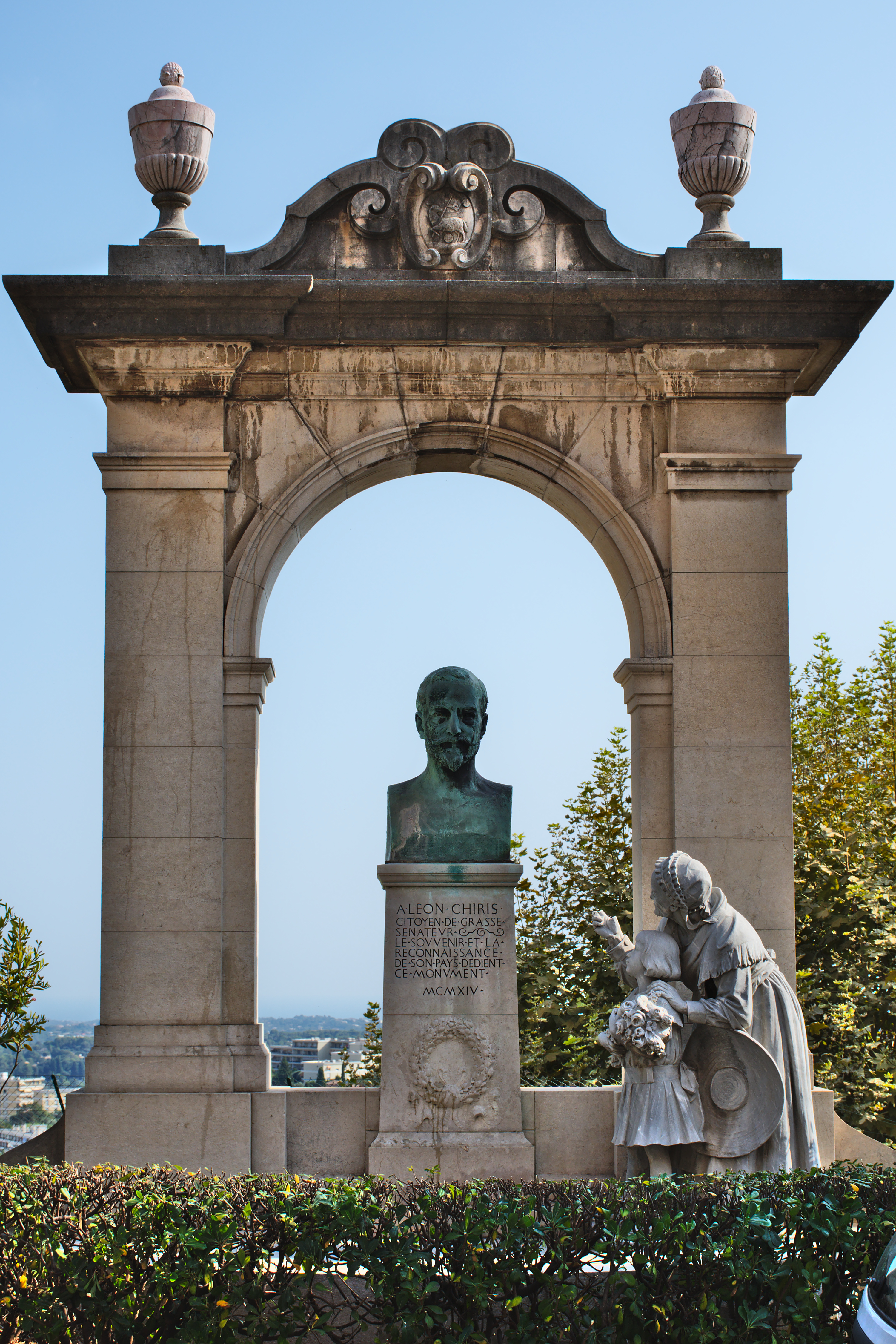
Monument à Léon Chiris.

À la mort de son père, il prend la direction des affaires familiales et va considérablement les développer. En Algérie, il construit une usine de 3 000 m², dans le style mauresque, sur son domaine de 800 hectares de Sainte-Marguerite à Boufarik, dans la Mitidja, où il traite les matières premières aromatiques issues des géraniums, orangers, cassiers et eucalyptus. En 1868, à Grasse, il transfère son usine de la Place Neuve dans l'ancien couvent des Capucins et est le premier industriel de la ville à faire fonctionner ses machines à la vapeur. Il importe le musc de Chine, la badiane du Tonkin, le benjoin de Cochinchine, le patchouli et la citronnelle d'Indonésie et des Philippines, l'ylang-ylang de Madagascar. La notoriété des parfums Chiris est à son apogée à la fin du XIXe siècle : la reine Victoria rend visite à Léon Chiris en 1891 dans sa villa Saint-Georges à Grasse. L'industriel utilise en 1894 la technique des solvants volatils pour l'extraction des parfums et inaugure en 1899 une nouvelle usine à Grasse, « la Mosquée » inscrite au patrimoine, copie de l'usine de Boufarik, après s'être porté acquéreur des parfums Rallet, établis à Moscou. Avec son concurrent, les établissements Roure-Bertrand fils, il est à cette époque l'un des plus gros producteurs de parfums au monde. Par ailleurs, le jeune François Coty se forma à l'art du parfum dans ses établissements.
Après son mariage avec une nièce de Thiers, Léon Chiris se lance en politique à la fin du Second Empire, en devenant conseiller municipal de Grasse, puis conseiller général de Saint-Auban. Il est alors partisan de l'Empire. À la chute de celui-ci, il se rallie à la République. Élu député en octobre 1874 comme antirévisionniste et républicain-conservateur, il s'inscrit à l'Union républicaine (gauche) et devient, avec Alfred Borriglione, la personnalité politique la plus importante des Alpes-Maritimes. Il est élu député de Grasse en 1876, fait partie des 363 députés opposés au gouvernement de Broglie, est réélu en 1877 et 1881. Il est ensuite élu sénateur en janvier 1882, à la quasi-unanimité des suffrages, et le reste jusqu'à sa mort.
En 1900, son fils Georges (1872-1953)  reprend la direction de l'entreprise. Il épouse Emilie Cunisset-Carnot, fille de Paul Cunisset-Carnot et petite-fille du président Sadi Carnot.
Ses deux filles, dont Marguerite, ont épousé deux fils du président Sadi Carnot.
Un monument inscrit au patrimoine, comportant une statue sculptée par Louis Maubert, lui a été élevée à Grasse et, dans la même ville, un lycée professionnel porte son nom.

## Distinctions
- Officier de la Légion d'honneur (1889)

## Mandats
- Conseiller général pour le canton de Saint-Auban (juin 1869-1898), puis pour le canton de Coursegoules (1898-1900)
- Représentant à l'Assemblée nationale (1874-1875)
- Député des Alpes-Maritimes (1876-1882)
- Sénateur des Alpes-Maritimes (janvier 1882 - janvier 1900).

### Sources et bibliographie
- Archives Nationale, F/1bI/230.
- Archives de la Préfecture de Police, B/A 1011.
- Archives départementales des Alpes-Maritimes, 1M561, 3M201.
- Journaux locaux (Le Courrier du Littoral, L'Avenir des Alpes-Maritimes, Le Progrès Républicain).
- Jules Trousset (dir.), Nouveau dictionnaire encyclopédique, sixième volume, p. 495-496, La Librairie Illustrée, Paris, 1892
- Jacques Basso, Les élections législatives dans le département des Alpes-Maritimes de 1860 à 1939, LGDJ, 1968.
- Henri Courrière, Le comté de Nice et la France. Histoire politique d'une intégration, 1860-1879, Rennes, PUR, 2014.
- « Léon Chiris », dans Adolphe Robert et Gaston Cougny, Dictionnaire des parlementaires français, Edgar Bourloton, 1889-1891 [détail de l’édition]
- [vidéo], L'Empire du parfum. La dynastie Chiris, par Denis Buttner, Manaba Films/France 3 Méditerranée, 52 min, 2007 (consulter en ligne).
- Mathilde Cocoual, "La famille Chiris : des industriels en politique, une politique d’industriels ?", in Élites et familles méditerranéennes influentes en politique, XIXe – XXe siècles, Cahiers de la Méditerranée, 2016, n° 92, p. 177-191, (consulter en ligne